# Тиолы

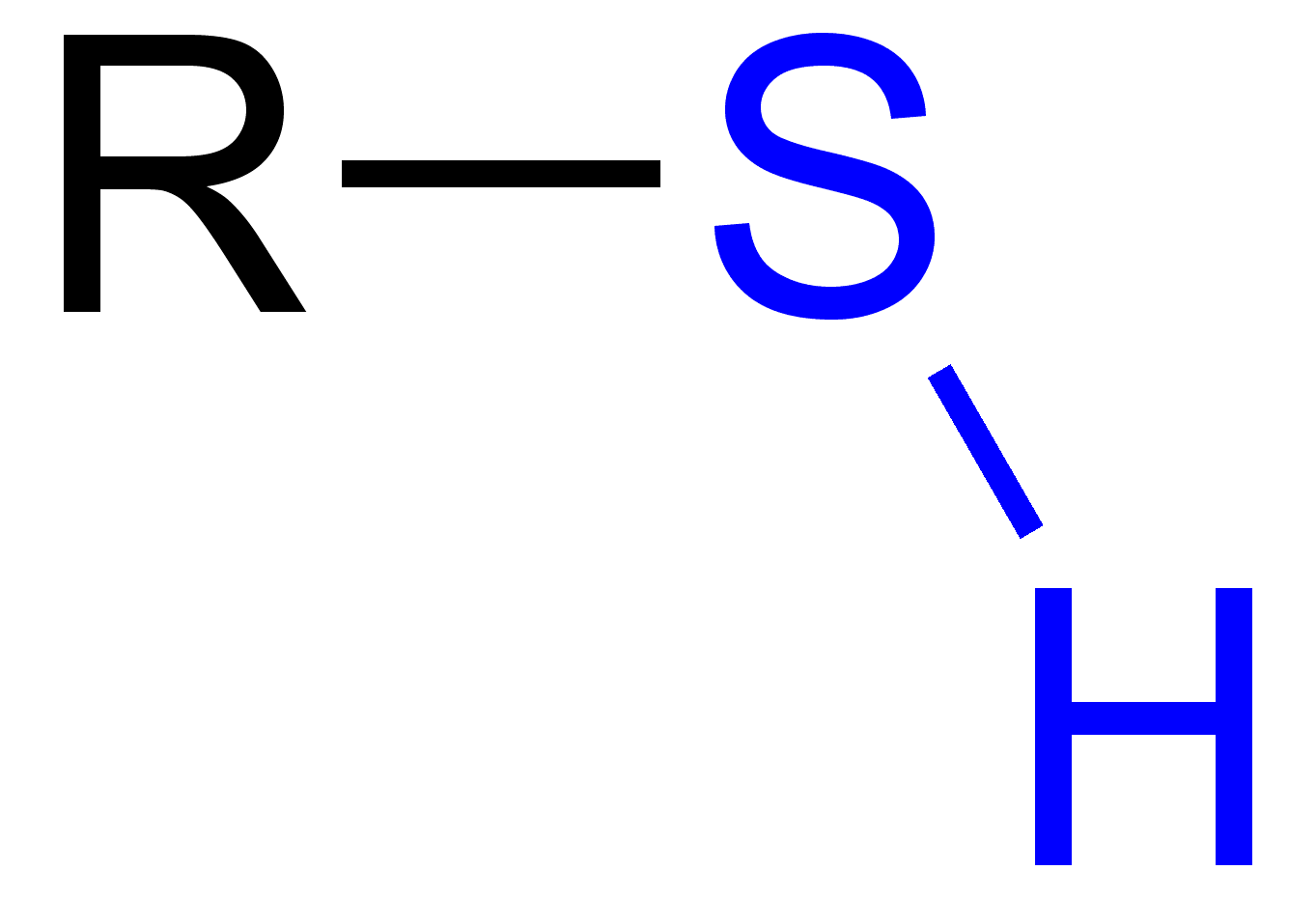
Тиолы

Тио́лы (тиоспирты, устар. «меркапта́ны») – сернистые аналоги спиртов общей формулы RSH, где R — углеводородный радикал, например, метантиол (метилмеркаптан) (CH3SH), этантиол (этилмеркаптан) (C2H5SH) и т. д.
Своё первоначальное название «меркаптаны» тиолам дал в 1832 г. датский химик-органик Уильям Цейзе из-за их способности связывать ионы ртути (от лат. mercurio captāns – „захватывая ртуть“), образуя нерастворимые тиоляты. В современной терминологии IUPAC название «меркаптаны» признано устаревшим и не рекомендуется к использованию.

## Физические свойства
Полярность связи S−H значительно ниже, чем полярность связи O−H, в результате водородные связи между молекулами тиолов значительно слабее, чем у спиртов, и вследствие этого их температура кипения ниже, чем у соответствующих спиртов.
| Тиол             | Температура кипения R−SH, °C | Спирт          | Температура кипения R−OH, °C |
| H−SH (H2S)       | −61                          | H−OH (H2O)     | 100                          |
| CH3−SH метантиол | 6                            | CH3−OH метанол | 65                           |
| C2H5−SH этантиол | 35                           | C2H5−OH этанол | 78                           |
| C6H5−SH тиофенол | 168                          | C6H5−OH фенол  | 181                          |

Тиолы малорастворимы в воде, но хорошо растворяются в этаноле, диэтиловом эфире и других органических растворителях.
Низшие алифатические тиолы являются легколетучими жидкостями с отвратительным запахом, причём их запах ощущается обонянием человека в чрезвычайно низких концентрациях — 10−7−10−8 моль/л. Это свойство используется для одорирования природного бытового газа, не имеющего запаха, — добавка летучих тиолов к газу позволяет обнаруживать людям утечки газа в помещениях по запаху.

## Синтез

### Алифатические тиолы
Старейшим методом получения тиолов является алкилирование гидросульфидов щелочных металлов с первичными и вторичными алкилгалогенидами, в качестве алкилирующих агентов также могут выступать алкилсульфаты или алкилсульфонаты. Реакция идёт по механизму бимолекулярного нуклеофильного замещения SN2 и проводится обычно в спиртовых растворах. Поскольку тиолят-ионы также являются сильными нуклеофилами, побочной реакцией является их дальнейшее алкилирование до сульфидов, снижающее выход тиолов; для повышения выхода необходимо использовать большой избыток гидросульфида:
{\displaystyle {\mathsf {RX+HS^{-}\rightarrow RSH+X^{-}}}}
{\displaystyle {\mathsf {RSH+HS^{-}\rightarrow RS^{-}+H_{2}S}}}
{\displaystyle {\mathsf {RS^{-}+RX\rightarrow R_{2}S+X^{-};\ \ X=Cl,\ Br,\ I,\ ROSO}}}
Более удобным методом синтеза тиолов является алкилирование тиомочевины с образованием алкилтиурониевых солей и их последующим щелочным гидролизом,:
Преимуществом этого метода являются лёгкая очистка перекристаллизацией тиурониевых солей и достаточно высокие общие выходы тиолов.
Своего рода вариацией этого метода, позволяющего получить тиолы без побочного образования сульфидов, является алкилирование с последующим гидролизом ксантогенатов:
{\displaystyle {\mathsf {C_{2}H_{5}CSSK+RX\rightarrow C_{2}H_{5}CSSR+KX}}}
{\displaystyle {\mathsf {C_{2}H_{5}CSSR+H_{2}O\rightarrow RSH+C_{2}H_{5}OH+CSO}}}
или тиоацетатов:
{\displaystyle {\mathsf {CH_{3}COSK+RX\rightarrow CH_{3}COSR+KX}}}
{\displaystyle {\mathsf {CH_{3}COSR+H_{2}O\rightarrow RSH+CH_{3}COOH}}}
Тиолы также могут быть синтезированы из алкилгалогенидов через соли Бунте — соли S-алкилтиосульфокислот, получаемые алкилированием тиосульфата натрия, которые при кислотном гидролизе образуют тиолы:
{\displaystyle {\mathsf {RX+Na_{2}S_{2}O_{3}\rightarrow RSSO_{3}Na+NaX}}}
{\displaystyle {\mathsf {RSSO_{3}Na+H_{2}O\rightarrow RSH+NaHSO_{4}}}}
В условиях кислотного катализа сероводород может присоединяться к алкенам с образованием тиолов:
{\displaystyle {\mathsf {(CH_{3})_{2}C{\text{=}}CH_{2}+H_{2}S\rightarrow (CH_{3})_{3}CSH}}}
Модификацией этого метода является присоединение тиоуксусной кислоты к алкенам с дальнейшим гидролизом образовавшегося алкилтиоацетата:
{\displaystyle {\mathsf {RCH{\text{=}}CH_{2}+CH_{3}COSH\rightarrow RCH_{2}CH_{2}SCOCH_{3}}}}
{\displaystyle {\mathsf {RCH_{2}CH_{2}SOCCH_{3}+OH^{-}\rightarrow RCH_{2}CH_{2}SH+CH_{3}COO^{-}}}}

### Ароматические тиолы
Ароматические тиолы могут быть синтезированы восстановлением производных ароматических сульфокислот, так, например, тиофенол синтезируется восстановлением бензолсульфохлорида цинком в кислой среде:
{\displaystyle {\mathsf {C_{6}H_{5}SO_{2}Cl{\xrightarrow[{}]{[H]}}C_{6}H_{5}SH}}}
Ароматические тиолы также могут быть синтезированы взаимодействием арилдиазониевых солей с гидросульфидами:
{\displaystyle {\mathsf {ArN_{2}X{\xrightarrow[{}]{HS^{-}}}ArSH}}}
дисульфидами щелочных металлов с образованием диарилдисульфидов и их последующим восстановлением до тиолов:
2 ArN2+ +S22- {\displaystyle \to } Ar-S-S-Ar + 2 N2
Ar-S-S-Ar + [H] {\displaystyle \to } ArSH
или ксантогенатами:
{\displaystyle {\mathsf {ArN_{2}X{\xrightarrow[{}]{ROC({\text{=}}S)S^{-}}}ROC({\text{=}}S)SAr}}}
{\displaystyle {\mathsf {ROC({\text{=}}S)SAr{\xrightarrow[{}]{H_{2}O}}ArSH+ROH+COS}}}

### Общие методы
Общим методом синтеза алифатических и ароматических тиолов является взаимодействие реактивов Гриньяра с серой:
{\displaystyle {\mathsf {RMgX+S\rightarrow RSMgX}}}
{\displaystyle {\mathsf {RSMgX+H_{2}O\rightarrow RSH+Mg(OH)X}}}

## Химические свойства

### Кислотность
Тиолы являются слабыми кислотами, образуя с гидроксидами щелочных и щёлочноземельных металлов растворимые в воде тиоляты (меркаптиды), с солями тяжёлых металлов — нерастворимые меркаптиды. Являются значительно более сильными кислотами, чем соответствующие кислородные спирты.
| Тиол         | Константа диссоциации |
| ------------ | --------------------- |
| C6H5SH       | 3,0⋅10−7              |
| C6H5CH2SH    | 3,75⋅10−10            |
| CH2=CH-CH2SH | 1,1⋅10−10             |
| C2H5SH       | 2,5⋅10−11             |
| н-C3H7SH     | 2,26⋅10−11            |
| трет-C4H9SH  | 0,89⋅10−11            |

Тиолят-анионы высоконуклеофильны, и многие реакции замещения водорода группы −SH протекают через промежуточное образование тиолятов.
Так, тиолы алкилируются под действием алкилгалогенидов:
{\displaystyle {\mathsf {RS^{-}+R^{1}Hal\rightarrow RSR^{1}+Hal^{-}}}}
Тиолы в присутствии оснований (пиридина, третичных аминов) ацилируются с образованием S-ацилпроизводных:
{\displaystyle {\mathsf {RSH+R^{1}C(O)Hal\rightarrow R^{1}C(O)SR+HHal}}}
Нитрозирование тиолов азотистой кислотой или нитрозилхлоридом ведёт к неустойчивым окрашенным нитрозилтиолам (тионитритам):
{\displaystyle {\mathsf {RSH+HNO_{2}\rightarrow RSNO+H_{2}O}}}
Эта реакция используется как качественная реакция на тиолы.

### Присоединение
Тиолы вступают в реакции присоединения к ацетиленовым, этиленовым и алленовым углеводородам. Реакция может протекать по нуклеофильному, электрофильному либо радикальному механизму.

### Окисление
Тиолы окисляются самым широким спектром окислителей (кислород, пероксиды, оксиды азота, галогены и др.). Мягкие окислители (иод, алифатические сульфоксиды, активированный диоксид марганца и т. п.) реагируют с тиолами с образованием дисульфидов:
{\displaystyle {\mathsf {2RSH{\xrightarrow[{}]{[O]}}RSSR}}}
которые, в свою очередь, при реакции с хлором образуют тиохлориды:
{\displaystyle {\mathsf {RSSR+Cl_{2}\rightarrow 2RSCl}}}
При действии более жёстких окислителей (например, перманганата) сначала образуются сульфиновые кислоты и далее — сульфокислоты:
{\displaystyle {\mathsf {RSH{\xrightarrow[{}]{[O]}}RSO_{2}H{\xrightarrow[{}]{[O]}}RSO_{3}H}}}
В случае окисления тетраацетатом свинца (CH3COO)4Pb в присутствии спиртов окисление идёт с образованием сульфинатов — соответствующих эфиров сульфиновых кислот:
{\displaystyle {\mathsf {RSH+CH_{3}OH{\xrightarrow[{}]{[O]}}RSO_{2}OCH_{3}}}}
В присутствии воды тиолы окисляются хлором до соответствующих сульфонилхлоридов:
{\displaystyle {\mathsf {RSH{\xrightarrow[{}]{H_{2}O,Cl_{2}}}RSO_{2}Cl}}}

## Биологическая роль
Смесь тиолов содержится в веществе, выделяемом скунсами, а также в продуктах гниения белков.
Аминокислота цистеин HSCH2CH(NH2)COOH, содержащая меркаптогруппу, входит в состав всех белков, а окисление цистеина с образованием дисульфидных мостиков в ходе посттрансляционной модификации белков является важнейшим фактором при формировании их третичной структуры. Высокая механическая прочность кератинов обусловлена в том числе и высокой степенью сшитости за счёт образования большого количества дисульфидных мостиков: так, например, содержание цистеина в кератине волоса человека составляет ~14 %, а в некоторых кератинах доля цистеина может достигать и 30 %.
Трипептид глутатион, в состав которого также входит цистеин, является коферментом глутатионпероксидаз и играет важную роль в окислительно-восстановительных процессах в живых организмах.
Также существенное биологическое значение имеет метаболическое нитрозирование тиолов: глутатион и цистеиновые остатки белков при взаимодействии с активными формами азота образуют S-нитрозопроизводные, которые являются физиологическим депо оксида азота(II).

## Применение
За счёт сильного неприятного запаха тиолы, в частности, этантиол, используются для добавления в природный газ и СУГ, не имеющие запаха, для обнаружения утечки по запаху, то есть тиолы используются в качестве одорантов. Согласно правилам Ростехнадзора, запах этантиола в одорированном природном газе должен ощущаться обонянием человека при концентрации природного газа в воздухе не более 20 % об. от нижнего предела взрываемости.
За счёт лёгкого гомолитического разрыва S—H связи с образованием малоактивных тиильных радикалов тиолы используются как ингибиторы радикальных цепных реакций, в частности, процессов автоокисления и радикальной полимеризации:
{\displaystyle {\mathsf {ROO\cdot +R'SH\ \rightarrow \ ROOH+R'S\cdot }}}
{\displaystyle {\mathsf {\sim MM\cdot +R'SH\ \rightarrow \ \sim MMH+R'S\cdot }}}
{\displaystyle {\mathsf {2R'S\cdot \ \rightarrow \ R'SSR'}}}